# Wilsoniella decipiens
Wilsoniella decipiens là một loài rêu trong họ Ditrichaceae. Loài này được Mitt. Alston mô tả khoa học đầu tiên năm 1930.